# Сергеј Нечајев
Сергеј Генадијевич Нечајев (рус. Серге́й Генна́диевич Неча́ев; Иваново, 2. октобар [по јулијанском 20. септембар] 1847. – Санкт Петербург, 3. децембар [по јулијанском 21. новембар] 1882.) био је руски анархо-комуниста, део руског нихилистичког покрета, познат по својој тежњи револуцији свим потребним средствима, укључујући и револуционарни терор.
Нечајев је побегао из Русије 1869. након што је био умешан у убиство студента који је сумњао у постојање његове подземне организације. Компликовани односи са колегама револуционарима довели су до његовог искључења из Међународног удружења радника. Ухапшен у Швајцарској 1872. године, изручен је назад у Русију где је осуђен на двадесетогодишњу казну. Умро је у затвору.
Новембра 1882. Нечајев је умро у својој ћелији. Упркос његовој личној храбрости и фанатичној посвећености револуционарном циљу, сматрало се да су Нечајевљеве методе (касније назване нечајевштина) нанеле штету руском револуционарном покрету угрожавањем тајних организација. Историчар Едвард Раџински сугерише да су многи револуционари успешно применили Нечајевљеве методе и идеје, укључујући Владимира Лењина и Јосифа Стаљина. 

## Утицај
Нечајеве теорије су имале велики утицај на друге руске револуционаре, попут Петра Ткачева и Владимира Лењина. Он је први увео тему професионалног револуционара у Русији. Лењинов брат Александар Уљанов био је део организације која је свој програм базирала на Нечајевљевљовој мисли. Лењин је изјавио да је Нечајев Титан револуције и да сви комунистички револуционари морају читати Нечајева. Многи критичари унутар и изван Совјетског Савеза означили су његову верзију револуционарног социјализма оном која се дешавала у самом Совјетском Савезу, а совјетски политичари након Стаљинове ере су то и сами више пута признали. Утицао је и на касније генерације руских револуционарних нихилиста. У Стаљиново време је рехабилитован 